# Galassia a spirale superluminosa

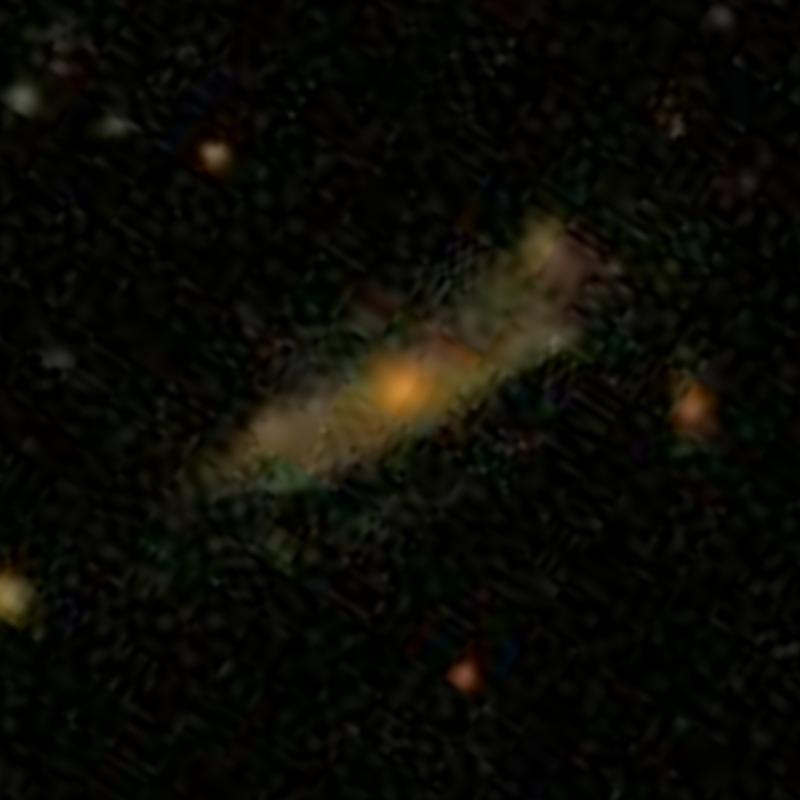
2MASX J16394598+4609058 (galassia super spirale) (SDSS DR14)

Una galassia a spirale superluminosa, o anche galassia a spirale supermassiccia o galassia super spirale, è una galassia di grandi dimensioni, massiccia e luminosa con morfologia insolitamente a spirale.
Questa tipologia è stata individuata da un gruppo di astrofisici guidati da Patrick Ogle del California Institute of Technology di Pasadena analizzando il vasto archivio online del NASA/IPAC Extragalactic Database (NED) comprendente oltre 100 milioni di galassie. In questo database, da un campione di circa 800.000 galassie poste a redshift z < 0,3 corrispondente a una distanza entro 1 Gpc (3,5 miliardi di a.l.) circa dalla Terra, sono state estrapolate 53 galassie più luminose che inaspettatamente invece di essere galassie ellittiche sono risultate galassie a spirale. Nessuna di queste galassie si trova nelle nostre vicinanze in quanto la più vicina è posta a circa 1,2 miliardi di anni luce dalla Terra.
Tra le caratteristiche più salienti, in confronto con la Via Lattea, sono stati rilevati la luminosità che è da 8 a 14 volte, la massa fino a 10 volte superiore e il disco da 2 a 4 volte maggiore rispetto alla nostra galassia. La più estesa galassia del campione, 2MASX J16394598+4609058, ha un diametro di 134 kpc (circa 440.000 anni luce), quindi circa 4 volte la Via Lattea.
Queste galassie super spirali emettono grandi quantità di radiazione infrarossa e ultravioletta, segno di una elevata attività di formazione stellare che è risultata compresa tra 5 e 65 (in media 30) masse solari/anno. Infine, quattro di queste galassie contengono un doppio nucleo galattico probabilmente perché si sta completando un processo di fusione di galassie. Questi dati conducono alla necessità di riconsiderare e approfondire i meccanismi della formazione ed evoluzione delle galassie.